# Megalkuvó macskák
A Megalkuvó macskák 1979-ben bemutatott magyar rajzfilm, egy nagy sikerű zenés paródia, melyben Hofi Géza és Koós János a róluk mintázott macskák szerepében, duettben énekelve adnak elő egy egerésző történetet, ismert slágereket és klasszikusokat parodizálva. A filmet Nepp József rendezte, a forgatókönyvét közösen Hofi Géza és Szenes Iván írta, zenéjét Malek Miklós szerezte. A rövidfilm a Pannónia Filmstúdióban készült.

## Ismertető
A film két lusta macska reménytelen küzdelméről szól, amelyet a házat elárasztó szemtelen egerek ellen vívnak. A háború végül is kompromisszummal végződik. A rajzfilm egyfajta korai videóklip az 1976-ban megjelent, azonos című dalhoz.

## Alkotók
- Énekhangok: Hofi Géza, Koós János, Kovács Kati
- Rendező, animátor, háttér és díszlettervező: Nepp József
- Írta: Hofi Géza, Malek Miklós, Szenes Iván
- Zenéjét szerezte: Malek Miklós
- Operatőr: Henrik Irén
- Hangmérnök: Bársony Péter
- Vágó: Hap Magda
- Rajzolók: Nepp József, Vásárhelyi Magda
- Gyártásvezető: Marsovszky Emőke

Készítette a Pannónia Filmstúdió.

## Feldolgozott művek
Egyes művek részletei többször is felbukkannak, legtöbbször az „ott a farka” kezdetű szövegrészeknél, amely a Tiger Rag feldolgozása. A feldolgozott művek az elhangzás sorrendjében (ismétlődések nélkül):
- Macska duett (Duetto buffo di due gatti) (Rossini, Pearsall, 1825)
- Egyedem, begyedem, tengertánc (gyermekmondóka, ?)
- Egy cica, két cica (Dankó Pista, ~1890)
- Tiger Rag (Jack Carey ?, ~1910)
- Yes sir, That's my baby (Frank Sinatra ?,)
- Hull az elsárgult levél (Malek Miklós, 1973)
- Találkozás egy régi szerelemmel (Gábor S. Pál, Szenes Iván, 1975)
- Witch Doctor (U-I-U-A-A) (Rostom Sipan "Ross" Bagdasarian, 1958)
- Nehéz a boldogságtól búcsút venni (Apostol, 1975)
- Én igazán szerettelek (Bágya András, Szenes Iván, 1975)
- Okosabban kéne élni (Apostol, 1974)
- Ne hagyd el soha (El Choclo) (Ángel Villoldo, 1903)
- Hey, Look Me Over(wd) (Cy Coleman, Carolyn Leigh, 1960)